# Between the Sheets
Between the sheets (en español: entre las sábanas) es un álbum de 1983 lanzado por The Isley Brothers en su T-Neck impronta notable para la canción principal punto de referencia y el seguimiento de balada "Choosey Lover".

## Fondo
En 1982, los Isley Brothers lanzó el álbum no tan exitosas, The Real Deal, a pesar del intento del grupo para mezclar sus sonidos funk década de 1970 marca para un borde funk punk. Para su siguiente álbum, mientras que se pegue a la creación de funk punk uptempo, encontraron su inspiración en un éxito la próxima después de que Chris Jasper oído "Marvin Gaye" Sexual Healing ", que mezclan electro-funk con un sonido suave y un alma pseudo sabor caribeño.
Jasper, Isley Brothers y su compatriota Ernie Isley miembro escribió la melodía a lo que eventualmente se convirtió en "Between the Sheets". Ernie, considerado el letrista del grupo, escribió la letra de la canción y se presentó como vocalista líder, Ronald Isley, del grupo vocalista principal a largo plazo desde los primeros años del grupo. otros hermanos de Isley Kelly Isley y Rudy Isley no estaban presentes en el momento de la grabación, pero Chris Jasper convencido de Ron a grabar con él agregando fondos, algo que el anciano Isleys tenido un problema con. Las tensiones entre Jasper y el Isleys mayor había estado construyendo desde hace algún tiempo. Ron y Chris compartirán voz en otra canción en el álbum, "Choosey Lover", otro disco co-escrito por Ernie Isley y Jasper.

## Lista de canciones
Todas las canciones fueron escritas, arreglado, compuesto y producido por The Isley Brothers y Jasper Chris y todas las canciones son dirigidas por Ron Isley a menos que se indique lo contrario
- "Lover Choosey" - 4:42
- "Touch Me" - 5:11
- "I Need Your Body" 1 - 4:40
- "Between the Sheets" - 5:37
- "Let's Make Love Tonight" - 4:52
- "Ballad for the Fallen Soldier" 1 - 5:19
- "Slow Down Children" 2 - 4:21
- "Way Out Love" 3 - 4:12
- "Gettin 'Over" - 3:45
- "Rock You Good" 4 - 3:33

- Datos: Q4899205